# Pardosa dondalei
Pardosa dondalei är en spindelart som beskrevs av Jiménez 1986. Pardosa dondalei ingår i släktet Pardosa och familjen vargspindlar. Inga underarter finns listade i Catalogue of Life.